# Zhou Yu
Zhou Yu (175 - 210) era um famoso general, estrategista e poeta do período da dinastia Han.
Aos 35 anos enquanto se preparava para invadir a província de Yi (porém o livro cita que Zhuge Liang usou uma estratégia para matar Zhou Yu, o irritando três vezes fazendo ele "morrer de inveja" - literalmente- da sua sabedoria). Zhou Yu também possuía uma grande beleza e ganhou o apelido de "O Belo Zhou". Sun Ce e Zhou Yu eram amigos de infância. Coincidentemente, os dois se casaram com as irmãs Qiaos. Zhou Yu casou-se com Xiao Qiao e Sun Ce casou-se com a irmã de Xiao Qiao, Da Qiao.